# Lee McCulloch
Lee Henry McCulloch (Bellshill, Escocia, Reino Unido; 14 de mayo de 1978) es un exfutbolista y entrenador escocés, se desempeñaba como centrocampista. Es entrenador asistente en el Heart of Midlothian desde 2020.

## Clubes

### Como jugador
| Club              | País       | Año       |
| ----------------- | ---------- | --------- |
| Motherwell FC     | Escocia    | 1994-2001 |
| Wigan Athletic FC | Inglaterra | 2001-2007 |
| Rangers FC        | Escocia    | 2007-2015 |
| Kilmarnock        | Escocia    | 2015-2016 |

### Como entrenador
| Club                            | País    | Año           |
| ------------------------------- | ------- | ------------- |
| Rangers FC (asistente)          | Escocia | 2014-2015     |
| Kilmarnock (asistente)          | Escocia | 2015-2017     |
| Kilmarnock                      | Escocia | 2016-2017     |
| Lechia Gdańsk (asistente)       | Polonia | 2018          |
| Dundee United (asistente)       | Escocia | 2019-2020     |
| Heart of Midlothian (asistente) | Escocia | 2020-presente |

## Palmarés

### Títulos nacionales
| Título                         | Club              | País       | Año     |
| ------------------------------ | ----------------- | ---------- | ------- |
| Football League First Division | Wigan Athletic FC | Inglaterra | 2002-03 |
| Scottish Premier League        | Rangers FC        | Escocia    | 2008-09 |
| Scottish Premier League        | Rangers FC        | Escocia    | 2009-10 |
| Scottish Premier League        | Rangers FC        | Escocia    | 2010-11 |
| Copa de Escocia                | Rangers FC        | Escocia    | 2007-08 |
| Copa de Escocia                | Rangers FC        | Escocia    | 2008-09 |
| Copa de la Liga de Escocia     | Rangers FC        | Escocia    | 2007-08 |
| Copa de la Liga de Escocia     | Rangers FC        | Escocia    | 2008-09 |
| Copa de la Liga de Escocia     | Rangers FC        | Escocia    | 2010-11 |
| Scottish League One            | Rangers FC        | Escocia    | 2013-14 |
| Scottish Third Division        | Rangers FC        | Escocia    | 2012-13 |

### Distinciones individuales
| Distinción                             | Año  |
| -------------------------------------- | ---- |
| Jugador del año del Rangers F. C.      | 2013 |
| Salón de la Fama del del Rangers F. C. | 2014 |